# Tetrastichus saundersii
Tetrastichus saundersii är en stekelart som först beskrevs av Alpheus Spring Packard 1881.  Tetrastichus saundersii ingår i släktet Tetrastichus och familjen finglanssteklar. Inga underarter finns listade i Catalogue of Life.